# Турци в Дания
Турците в Дания (на датски: Tyrkere i Danmark; на турски: Danimarka Türkleri) са етническа група в Дания.
Те са най-голямата имигрантска група.

## История
В края на XX век Дания се нуждае от работна ръка, което довежда до имиграция на работници. Имигрантите идват основно от Турция и Югославия.

## Численост
През октомври 2011 г. според Статистическата служба на Дания в страната има 60 299 души с турски произход. 44 626 от тях живеят на остров Шеланд, 12 669 на полуостров Ютланд, 3086 на остров Фюн и 18 на остров Борнхолм. 

## Култура

### Език
Сред имигрантите майчиният език е най-разпространен и най-често се говори турски. Датският език се говори извън дома, което създава двуезична идентичност.

### Религия
Основната религия на турците в Дания е сунитския ислям.

## Известни личности
- Емре Мор, футболист